# 桂ざこば (2代目)
2代目 桂 ざこば（かつら ざこば、1947年〈昭和22年〉9月21日 - 2024年〈令和6年〉6月12日）は、上方の落語家、タレント。本名∶関口 弘。大阪府大阪市西成区出身。米朝事務所所属。出囃子は「御船」。上方落語協会相談役を務めた。
前名は桂 朝丸（かつら ちょうまる）。愛称は「ざこびっち」。桂雀々とは妻同士が姉妹であるため義兄弟の間柄である。甥（ざこばの妻の弟の子）にJAY'ED。2人姉弟で姉が1人いる。

## 来歴
小学校2年生の時、両親が離婚し父親に引き取られる。ざこばの著書によると、父は大阪府警察の元職員で、離婚後は二人で旅館暮らしをしていたが、ある日失踪して鉄道自殺した。その後は母・姉との3人暮らしとなる。出生時の姓は父の「小島」で、前記の経緯で母の実家の姓である「関口」となる。
日本橋中学校在学中は、各種アルバイト（新聞配達、靴磨き、アイスクリーム売りなど）をして家計を助けたが、その結果次第に登校しなくなる。学校をさぼって千日劇場に行った際、3代目桂米朝が「浮世床」を演じるのを見て即座に弟子入り志願する。当初米朝は「学校をサボるような子は噺家にはなれん」と突き放したが、それから何日も米朝の元に通い詰めた。あるとき、米朝宅に呼ばれて「落語ができるか」と問われ、うろ覚えで我流の「浮世床」を少し話すと、傍にいた桂小米（のちの2代目桂枝雀）が「師匠、彼を（弟子に）とりましょう!」と口添えしたという。
米朝は「これからの噺家は高校ぐらいは出てないかん」と難色を示すも欠席日数が多すぎて進学できる高校がなく、「世間の空気を吸ってこい」という米朝の言いつけで卒業後1か月だけ配線工事会社に勤めてから1963年（昭和38年）5月に入門が許される。
米朝は、2007年の「桂ざこばの会」のパンフレットへの寄稿文で、ざこばが「浮世床」を演じた際に「初めて聴いた落語を必死に思い出す姿に、私は真剣さと面白さを感じ、入門を許しました」と記している。本人の述懐では、米朝の謝絶に遭った後に中学の教師に進学の相談をすると「お前が入れる高校はないぞ」と言われ、米朝にその旨報告し、「なら、しゃーないな」（それなら仕方ない）と入門を許されたという。高座名として米朝は「桂米左（よねざ）」を考えていたが、来宅した知人の阪本俊夫（元・笑福亭松朝）がそれを聞いて「米ばっかりつけんと朝もつけたらどうやネン?」と、長谷川一夫の駆け出しの頃の名前である「林長丸」にヒントを得て「（長谷川一夫が）林長丸で出世したから、朝の丸として朝丸としたらどやな」と提案、米朝も同意して「桂朝丸」となる。
師匠の米朝は同時に育ての親にもなり、家族同然の内弟子生活を過ごした。同じ内弟子だった桂小米から受けた影響は大きかった。入門3か月後に京都の拘置所で「子ほめ」を演じたのが初舞台となる。入門から4か月後の1963年9月から、千日前の自安寺を会場に、2代目桂春蝶が中心となり、小米・笑福亭光鶴（のちの5代目笑福亭枝鶴）・3代目笑福亭仁鶴らと「上方ばなし若手会」を始め、ネタの習得などに励んだ（会は1965年10月まで）。このころ、4代目桂文紅の自宅に居候していた時期、また米朝が永六輔に依頼して東京で活動していた時期もある。
朝丸時代は千土地興行、大宝芸能に所属した。千日劇場を会場として、1965年10月から放映された「お笑いとんち袋」（関西テレビの大喜利番組で、司会は米朝）ではレギュラーとなる。同番組はもともと劇場の興行としておこなっていたもので、そのときの演者がそのままレギュラーとなった。
米朝一門の中では「やんちゃ」な一面があり、1966年10月には入門3年あまりの身ながら、前出の自安寺で「朝丸自身の会」という独演会を開き（米朝は挨拶文の中にこの独演会について「私の不徳といたすところ」「各方面にいろいろとご迷惑をおかけしていることと存じますが、なにとぞ寛容と忍耐をもって」と記している）、自らが作曲した「朝丸ソング」（作詞は4代目桂文紅）を枕で歌った。1967年5月に米朝が初めて東京で独演会（「桂米朝　上方落語の会」）を開いた際、予算の制約から同行者に含まれなかったため、親交のあった柳家三亀松に「師匠がぼくを連れて行ってくれまへんねん!」と電話で訴えると三亀松から金を出すから来いと返事があり、当日は客席に座って兄弟子たちが準備しているところを眺め、米朝のマネージャーにそれをとがめられると「今日は自前で来てまんねん。客でっせ!」と返したという。
スポット的ではあるが、テレビ番組の収録で吉本興業の花月劇場チェーンや、松竹の角座の舞台にも立った。
日本テレビの『お笑いティーチイン』に出ていたとき（1970年頃）、番組内で「動物愛護週間」がテーマになった際に「動物はいじめた方が面白い」という議論が出たことから、桂文紅や3代目桂文我からも題材を得てトップホットシアターで「動物いじめ」の小咄をかけ、ヒットする。
1974年に笑福亭鶴光があのねのねの代役として「オールナイトニッポン」に起用される際、最初鶴光と間違えられてオーディションを受け、鶴光本人にも「今度『オールナイトニッポン』に出る」と話したという。「オールナイトニッポン」は空振りに終わったが、ほどなく全国ネットの「ウィークエンダー」のレポーターに起用された。そのまま土曜深夜のオールナイトニッポンのパーソナリティになっていたら、同じ土曜日のウィークエンダーには起用されていなかったも知れないと本人が話していたことがある。
その後、大阪に活動の拠点を戻す。
1981年3月13日、サンケイホールで「桂朝丸独演会」を開催。米朝一門でサンケイホールでの独演会は米朝・枝雀に次いで3人目で、香川登枝緒らも後押しする形ですんなり決まったが、師の米朝はこのプログラムでも「あれでちょっと気のアカンところがございます。どんな高座をお目にかけることやら…」と案ずる内容の文章を贈っている。当日は立ち見も出る盛況で、その後1997年まで15回を数えた。
1988年（昭和63年）4月、2代目「桂ざこば」を襲名。襲名は兄弟子である枝雀の提案によるものだった。襲名に際して、初代の墓に参り法要をした。また、上方落語では初となる東京での襲名披露落語会も開催された。
1994年（平成6年）には、弟子とともに上方落語協会を脱退する。これは、会長選出方法などをめぐって当時の執行部（特に露の五郎）と対立した枝雀一門が脱退し、その問題を話し合う場で理事の1人が口にした枝雀一門への非難（会費滞納を取り上げた）に立腹したざこばが「枝雀兄ちゃんを悪くいうんか」と枝雀一門に追随する形となった。10年後の2004年（平成16年）6月21日に復帰する。
2006年（平成18年）時点で、大阪のテレビ、ラジオを含めて9本のレギュラー番組を持っていた。2006年当時は、60歳を過ぎてからタレント活動を減らして落語会を開催したいと話していた。
2007年（平成19年）7月7日、噺家生活45周年・還暦記念公演「桂ざこばの会」を京都の南座で開催する。2008年12月には、西成区山王のマンション2階に寄席小屋「動楽亭」を開設した。
2012年に噺家生活50周年を迎えた。
2017年5月27日、左中大脳動脈閉鎖症、塞栓性脳梗塞と診断され、入院加療となった。7月29日、新神戸オリエンタル劇場で上演された落語会「ざこば南光二人会」に病院の外出許可を得て出演し、2か月ぶりに活動を再開した。8月1日、退院。4日には『そこまで言って委員会NP』の収録（6日放送分）にサプライズゲストとして登場した。2018年4月27日、『そこまで言って委員会NP』の収録に復帰（5月6日放送分）。
2023年秋頃から体調不良により入退院を繰り返しており、2024年4月30日には弟子の桂ひろば（2025年3月より2代目桂力造）、桂ちょうば（同4代目桂米之助）、桂そうば（同2代目桂惣兵衛）の襲名会見に出席し姿を見せた一方で、体調が悪く持病の喘息に悩まされている事を明らかにしていた。
その1か月後となる6月11日夜、大阪府吹田市の自宅で夕食を取った後に喘息の発作が起き、服薬したもののその後に意識を失い、翌12日早朝3時14分、自宅で死去した。76歳没。訃報は同日米朝事務所が公表した。
葬儀は同月14日に吹田市内の斎場で執り行われた。この斎場は師である米朝の葬儀も行われていた。親族中心による密葬の形式となったが、弟弟子の桂千朝、同じく弟弟子で米朝の長男の5代目米團治、甥弟子で共に米朝事務所を取締役として支えた南光のほか、惣領弟子の塩鯛など一門の弟子・孫弟子11人全員を含め約30人が参列している。喪主は次女の関口まいが務め、惣領弟子の塩鯛が挨拶に立った。戒名は「清導院楽心弘徳居士」で、師である米朝の本名（中川清）の「清」、自ら設立し席亭を務めた動楽亭の「楽」、ざこばの本名より「弘」の一字がそれぞれ入れられた。
8月21日、サンケイホールブリーゼで二部制のお別れ会が開かれ、全国からファンが集った。主な参列者は桂文枝、桂小枝、西川ヘレン、池乃めだか、オール巨人、未知やすえ、なるみで、東京からは桂文治と瀧川鯉朝が参列した。

## 賞歴
- 1985年（昭和60年）12月 - 上方お笑い大賞 金賞[36]
- 1986年（昭和61年）1月 - 日本放送演芸大賞 奨励賞[36]、2月 大阪府民劇場賞 奨励賞[36]
- 1992年（平成4年）12月 - 上方お笑い大賞 大賞[36]
- 2003年（平成15年）12月 - 上方お笑い大賞 大賞[36]
- 2011年（平成23年）11月 - 大阪市市民表彰　文化功労部門[36]
- 2017年（平成29年）3月 - 芸術選奨文部科学大臣賞 大衆芸能部門[36][37]
- 2025年（令和7年）5月 - 上方演芸の殿堂入り

## 得意とする噺など
噺のスタイルは「朴訥」。
子は鎹、らくだ、お玉牛、崇徳院、一文笛、肝潰し、厩火事、遊山船、強情、天災、坊主茶屋、不精の代参 などを得意とした。
枕には定評があり、桂枝雀は生前「ざこばのマクラなぞは、もうマクラだけで、えら（すごく）落語（そのもの）でっしゃないか」と評していた。枕だけをまとめた「ざこばのざっこばらん」という演目もある。

## 人物
米朝一門の中では枝雀の没後、実質的に弟子筆頭として桂南光とともに米朝の存命中は補佐する形で一門の運営を主導しており、米朝没後もその地位は変わらなかった（ざこばの兄弟子月亭可朝は他の一門のメンバーと別の事務所に所属していたこともあり、生前に米朝一門の運営に直接関わらなかった）。ざこばは米朝一門の大半が所属する米朝事務所の専務取締役であった（南光は常務取締役）。
好きな人物への思いやりが強く、2004年の自身の弟子である桂喜丸の告別式やお別れの会などでの泣き様は尋常ではなかった。2016年1月に死去した3代目桂春團治の「お別れの会」でも泣き崩れる姿が報じられている。一時確執のあったやしきたかじんについても同様であった（詳細は後述）。その思いやりは自らが演じる落語の登場人物にも及び、人情噺『一文笛』では、玩具の笛を買えない貧しい子供の境遇に胸が詰まり「もうできまへん」と途中で高座を下りたことがあった。また『百年目』では、番頭を諭す商家の大旦那に米朝を重ねて涙ぐんだ。泣くことに関しては、サンケイホールでの独演会（第1回）の際、出鼻に「皆に泣く泣くといわれたから、私は泣きまへんで」と言いながら、直後に「こんなにたくさんの人が来てくれはって」と泣いた逸話もある。
趣味はギャンブル（カジノ）で、たびたび海外を訪れた。またオーストラリアに訪れた際は現地で競走馬をセリで落札。Chomaru（チョウマル）と名付け自身を馬主としてデビューも果たしている（デビュー戦の鞍上は日本人騎手の藤井勘一郎）。
トイプードルを2匹飼っていた。
かつては喫煙者でヘビースモーカーであったが、2017年に脳梗塞を患ったことで禁煙した。しかし、長期の喫煙の影響から2021年に持病の喘息に加え、慢性閉塞性肺疾患（COPD）を併発している。
桂吉朝がざこばに電話をした際、落語家の物真似が得意な吉朝は、いたずら心を出して桂春團治の声色を使った。ざこばはすっかり春團治からの電話だと信じ込み、吉朝の物真似だと知るや「洒落んならん」と激怒した。もっともざこばは、桂米二に同じ手を自らも試みた。また吉朝が桂吉弥を弟子に取る際には、高学歴者への敵愾心もあり「我々の税金で国立大学（引用者注：神戸大学教育学部）に行ったのに、なんで先生にならんねん」と最後まで弟子入りに反対した。ただしざこばも後に同じ大学を卒業した桂そうばを弟子にしている。

### 発言
出演番組における発言が、問題視されたりマスコミで報じられた以下のケースがある。
- 2009年4月に無期限謹慎が発表されたタレント北野誠に関して、同月14日、自身がレギュラーを務めるABCのラジオ番組「元気イチバン!!芦沢誠です」で、「北野誠、がんばれよ!」「何を言うたんや北野誠!」とエールを送るとともに「バーニング！」と特定の芸能プロによる圧力を連想させる奇妙な叫び声をあげ、共演のABCアナウンサー・芦沢誠を凍りつかせたとされる[44][45]。
- 2009年8月の衆議院総選挙の選挙特番「乱!総選挙2009」のMBS放送分に出演した際、公明党幹部の落選について「落ちるということは（支持母体である創価学会への）信心が足らんかったっちゅうことですか?」と発言。すぐに角淳一が「政教分離ですから」とフォロー。ざこばも陳謝、キャスターの高井美紀も番組内で謝罪した。

## 人間関係

### 師匠・米朝に関して
米朝の自宅にて内弟子をしていた頃、背中の皮膚病で悩まされ、塗り薬を塗っていたが、薬の悪臭がひどく米朝家の家政婦に嫌がられ「あの子がお使いで買ってきた物は洗わんと病気が移りそう」等と言われていた。ある時に米朝はざこばを手招きし、薬をその背中に塗ってくれた。その薬は一向に効かず、改めて別の病院で受けた注射でようやく治ったが、ざこばは米朝の思い遣りに感激し恩に感じ、一生付いていこうと心に決めた。
米朝の長男である明（現在の5代目桂米團治）がまだ赤ん坊の頃、子守を言いつけられていたざこばは、明を背中に背負ったままキャバレーに入り浸っていたといわれるが、これは兄弟子である月亭可朝のこと。赤ん坊がいた方が店の女の子からモテるというのが理由。また、明が幼稚園の頃、明を自転車に乗せていて転び、額に怪我を負わせた。
襲名に関して米朝は、「米朝」の名をやっても良いが本人が欲しがらないだろうと言っており、ざこば自身も小米朝（現在の米團治）が継ぐべきだとしていた。小米朝が落語家になることを米朝はあまり勧めていなかったが、ざこばと枝雀が米朝を口説き落として小米朝の弟子入りが実現した経緯もあり、その当時から米朝の名は小米朝が継ぐものと決めていたようである。結局、小米朝は米朝の名を継がず、5代目桂米團治を襲名した。

### その他
笑福亭鶴光とは若い頃には互いの家に泊まりあい、拾った吸い殻をほぐして複数の銘柄を混ぜたタバコを煙管で吸ったり、寒いときに暖房代わりにヘアドライヤーで互いの体を温め合ったりした仲だった。ただ、前記の「オールナイトニッポン」の件では鶴光は「しばらく朝丸さんに会うのが気まずかった」と記している。
やしきたかじんとは、1988年6月の「ナイトinナイト（ABC）」収録中、待ち時間の長さに腹を立てたざこばが、司会のたかじんと口論の末、本番中に帰ったことに始まり、約5年に渡り犬猿の仲であった。1993年2月、たかじん司会の「たかじんnoばぁ～（読売テレビ）」でざこばがゲストとして出演し、たかじんと酒を酌み交わしながら、激しく本音をぶつけ合った。その結果、2人は仲直りすることに成功した。以来たかじん司会の番組で共演するようになる。だが、2014年1月にたかじんは死去した。同年2月に放送された「たかじん追悼スペシャルそこまで逝って委員会」（読売テレビ）に、ざこばが出演し、前述の和解のVTRが流された後、号泣していた。
6代目三遊亭円楽は生前、親しくしている上方落語家の1人にざこばを挙げ、親しみを込めてざこば兄ちゃんと呼んでいた。円楽はざこばから「一文笛」を教わっている。当初は「一文笛」をざこばの師匠で「一文笛」の作者でもある米朝に教わろうとして長男の米團治に「御師匠さんに「一文笛」教えてもらう事は出来ないだろうか？」と尋ねた所、米團治から「兄さん、お父はんは車イスでもうお稽古が出来ません」と言われてしまい他に出来る人を探した結果、ざこばの得意演目だった為稽古をお願いしたという。
しかし、その稽古は非常に怖かったと後に語っている。

## 家族
タレントの関口まいは実娘で次女である（長女は一般人であり名前は公表していないが、米朝一門の歌舞伎座公演で、妻子の名前を枕として喋ったことがある）。2010年3月25日、初孫（まいの第一子、男児）が誕生した。同年9月には長女にも第一子が生まれ、2人の孫がいる。まいのブログでは子煩悩ならぬ孫煩悩ぶりな様子が娘のブログで報告されている。ざこばのカラオケの十八番が「娘よ」で、唄っていると涙でボロボロになる。ざこばは孫に「朝丸」を継がせると発言しており、落語会で孫を披露したこともある。
まいの長男は2022年3月より「桂ざこばの孫」であることを明らかにしてX(旧Twitter)をスタート、ざこば没後も更新している。また2024年8月21日のざこばお別れの会では、会場の舞台上で遺族代表として挨拶をする母の後ろに並んだ。

## 出演番組

### テレビ
- バラエティー生活笑百科（NHK大阪放送局制作、NHK総合テレビ、毎週土曜）
- 爆笑ドンドン（毎日放送）
- 春蝶・朝丸→ざこばのおこしやす（毎日放送）
- 丑三つ亭（毎日放送、単発、不定期）
- 知っとこ!（放送開始 - 2012年3月まで、毎日放送制作、TBS系列、毎週土曜）
- ちちんぷいぷい（毎日放送、毎週月曜）
- ざこば・鶴瓶らくごのご（ABCテレビ）
- おっちゃんVSギャル（ABCテレビ）
- 文珍なぞなぞランド（ABCテレビ）
- 探偵!ナイトスクープ（ABCテレビ、毎週金曜、不定期に顧問として出演）
- 新伍のお待ちどおさま（TBS）
- 新伍Niタッチ!（毎日放送）
- かんさい珍版・瓦版（毎日放送）
- ザ・対決!（フジテレビ）
- 三枝の愛ラブ!爆笑クリニック（関西テレビ）
- 昼間っから激論バラエティ 胸いっぱいサミット!（旧：たかじん胸いっぱい）（関西テレビ、毎週土曜、不定期に出演、前身番組のたかじん胸いっぱいでは2009年3月までレギュラー出演）
- 痛快!エブリデイ（関西テレビ、毎週月曜）
- とらぶる？トラベル!（関西テレビ、[52]
- ときめきタイムリー（よみうりテレビ）
- 中居くん温泉シリーズ（よみうりテレビ）
- 大阪ほんわかテレビ（読売テレビ、毎週日曜）
- そこまで言って委員会NP（旧：たかじんのそこまで言って委員会）（読売テレビ・関東など一部を除くNNS系列・OBS・MRT、毎週日曜）
- ラブラブダッシュ!（CBCテレビ）
- テレビ三面記事 ウィークエンダー（日本テレビ）
- 笑点（日本テレビ、毎週日曜）

### ラジオ
- そらゆけ電話と歌謡曲 ハレンチ朝丸をやっつけよう→朝丸・隆子のハレンチ対談（ABCラジオ）
- 朝丸のヤングかわら版（ABCラジオ）
- 朝丸のラジオ井戸端会議（ABCラジオ）
- ポップ対歌謡曲（ABCラジオ）[2]
- 歌謡大全集（ABCラジオ）[2]
- ざこばの場（ABCラジオ）
- 元気イチバン!!芦沢誠です（ABCラジオ、毎週火曜）
- 米朝よもやま噺（ABCラジオ、毎週日曜、不定期のゲスト出演ながら最多だった）
- おはようパーソナリティ道上洋三です（ABCラジオ、2013年1月11日にゲスト出演[53]）
- ヤング海賊船（MBSラジオ）
- きき放題歌謡曲 花の浪華の五人衆（MBSラジオ）
- それゆけ! 木曜 桂朝丸（MBSラジオ）[2]
- 土曜日です・朝丸のモーニングサークル（KBS京都ラジオ）

### テレビドラマ
- いらっしゃいませ!（1980年、関西テレビ）
- 裸の大将放浪記（1981年、関西テレビ）
- 先生お・み・ご・と!（1982年、関西テレビ）
- やすしの水戸黄門（1984年 - 1985年、ABCテレビ）
- 京都妖怪地図（1986年、ABCテレビ）
- 女と刑事（1986年12月8日、関西テレビ）
- 必殺仕事人V・風雲竜虎編（1987年、ABCテレビ）
- 次郎長三国志東海道の暴れん坊（1988年、テレビ朝日）
- 京絵皿の秘密殺人（1988年12月7日、関西テレビ）
- 隣家の寝室（1989年2月13日、関西テレビ）
- ハワイからきた殺人者（1989年10月6日、関西テレビ）
- 付き馬屋おえん事件帳（1990年、テレビ東京）
- 会長の遺産（1990年1月15日、関西テレビ）
- わんぱく天使（1990年 - 1991年、関西テレビ）
- 華の宴（1991年 - 1992年、読売テレビ）
- 西陣の蝶（1992年7月6日、関西テレビ）- 蝶子の父 役
- 大忠臣蔵（1994年、TBS）
- 名奉行 遠山の金さん（1994年、テレビ朝日）
- 赤穂浪士（1999年、テレビ東京）
- 天の瞳2（2001年、テレビ朝日）
- やもめ記者万年さん（2002年、BSジャパン）
- 明日は陽のそばで（2002年11月16日、関西テレビ）
- 水戸黄門 1000回記念3時間スペシャル（2003年12月15日、TBS）
- 痛快エブリデイを抹殺せよ!?（2004年3月21日、関西テレビ）
- 子ほめ（2007年12月8日、関西テレビ）
- 官僚たちの夏（2009年、TBS）
- Y・O・U やまびこ音楽同好会（2013年11月30日、関西テレビ）
- なめとんか やしきたかじん誕生物語（2018年11月20日、関西テレビ）

### 映画
- 首領を殺った男（1994年） - 医師
- 泥棒貴族ボディハンター キャット危機一髪（1996年） - 田所庄平(刑事) ※特別出演
- 御法度（1999年） - 輪違屋
- はやぶさ/HAYABUSA（2011年） - 中和神社宮司
- 忍ジャニ参上! 未来への戦い（2014年） - ゲンゾウ
- ブレイブX 極道十勇士（2017年） - 柴田秀臣

### CM
- サントリー - モルツ
- ミツカン - ぽんず・かおりの蔵
- ツーカーホン関西

### Vシネマ
- 泥棒貴族 ボディハンター（1997年） - 田所庄平(刑事) ※特別出演
- 殺し屋PAZUZU（2000年） - ウサミ(ヤクザ)
- 影の交渉人 ナニワ人情列伝（2009年） - 大阪府警 警部補 杉山五郎

### 舞台
- 銀二貫（2017年6月、大阪松竹座）

## 弟子

### 直弟子
- 4代目桂塩鯛
- 桂喜丸
- 桂出丸
- 桂わかば
- 2代目桂力造
- 4代目桂米之助
- 2代目桂惣兵衛
- 桂あおば
- 桂りょうば（桂枝雀の長男）

### 廃業
- 桂あなば
- 桂はかば

他多数

## レコード・CD
- 「朝丸の動物いじめ」 （テイチクレコード）
- 「尽くさんかい」 （作詞：桂ざこば　プロデュース：円広志、1999年、インディーズ）
- 「THE ざこば」 （EMI MUSIC JAPAN、CDとDVD）※2008年3月26日

## 著書
- 『桂ざこばのざっこばらん』ベストセラーズ、2006年2月、ISBN 4-584-18918-8
- 『わかってぇなぁ! 桂ざこばのざっこばらん2』ベストセラーズ、2008年6月、ISBN 978-4584130896
- 『ざこBar 酒とテレビと落語と〇〇』朝日新聞出版、2013年2月、ISBN 978-402251057-0